# Luigi Diamante (calciatore)
Luigi Diamante (Tortona, 12 febbraio 1918 – Tortona, 23 maggio 1955) è stato un militare, calciatore e allenatore di calcio italiano, di ruolo portiere.
È morto nel 1955, a 37 anni.

## Carriera

### Giocatore
Comincia nel Derthona giocando in Serie B, Serie C e Dilettanti. Nel 1937 passa al Milan dove fa il suo esordio il 26 giugno 1938 contro il Ripensia Timisoara (sconfitta per 3-1 del Milan) nella Mitropa Cup. Gioca la sua ultima partita in maglia rossonera il 2 giugno 1940 in Modena-Milano (2-2). La stagione successiva passa al Padova dove totalizza 18 presenze.
Continua la sua carriera nel Lecco in Serie C e poi nel Varese. Passa quindi all'Alessandria prima nel  campionato  di Serie B-C Alta Italia (stagione 1945-1946) e, dopo la promozione, in Serie A dove disputa due campionati e gioca la sua ultima partita in massima serie il 30 maggio 1948 in Alessandria-Pro Patria (2-5).
Detiene il non invidiabile record di reti subite in un singolo incontro di campionato, avendo incassato 10 reti dal "Grande Torino", il 2 maggio 1948, nella partita Torino-Alessandria (10-0), per via degli screzi tra Valentino Mazzola ed un tifoso degli alessandrini, che spinse i granata ad infierire nell'ultimo quarto d'ora di gara.
Chiude la sua carriera nel 1953 nei Dilettanti con Monteponi Iglesias e Vogherese.
In carriera ha totalizzato complessivamente 51 presenze in Serie A e 42 in Serie B.

### Allenatore
Nella stagione 1953-1954 ha allenato il Derthona.

## Militare
Ha combattuto in Russia durante la Seconda guerra mondiale.

## Palmarès
- Campionato Nazionale: 1

Milan: 1939-1940 (Riserve)